# Пароль «Корн»

«Пароль „Корн“» (пол. Hasło Korn) — польский чёрно-белый художественный фильм, шпионский детектив 1968 года.

## Сюжет
Фильм о работе польской контрразведки. Действие фильма начинается в тот момент, когда офицер-контрразведчик Войцех Яник, направленный руководством на электростанцию под Варшавой, найден убитым. Его товарищи подозревают, что причиной убийства стало то, что Яник слишком много знал о действующей там шпионской сети «Корн». На помощь в расследовании и обнаружении агентуры врага «сверху» направлен капитан Наврот. Вскоре загадка убийства работника спецслужб ПНР будет раскрыта.

## В ролях
- Януш Гуттнер — Войцех Яник
- Юзеф Новак — полковник Марчак
- Мечислав Чехович — капитан Завадский
- Ян Новицкий — капитан Наврот
- Тереса Липовская — Кристина Кацперская
- Богдан Баэр — Людвик Бендзиньский
- Богуш Билевский — Витольд Брацкий
- Иоланта Лёте — Ванда
- Болеслав Плотницкий — Хенрик Хильман
- Сильвестер Пшедвоевский — Стефан Кравчик
- Богумил Кобеля — бригадир электриков
- Богдан Лысаковский — электрик
- Людвик Пак — руководитель отдела кадров электростанции
- Ядвига Курылюк — домохозяйка Яника
- Войцех Раевский — писатель
- Анджей Красицкий — офицер контрразведки
- Януш Закженский — офицер контрразведки
- Теодор Гендера — офицер контрразведки
- Казимеж Вихняж — сотрудник контрразведки
- Ян Энглерт — сотрудник контрразведки
- Беата Тышкевич — камео